# Península Itàlica
La península Itàlica, o península Apenina és una de les penínsules més grans d'Europa. S'estén 1.000 km des dels Alps al nord fins al centre de la mar Mediterrània al sud i amb una amplada màxima de 225 km. La península és coneguda per la seva forma de bota i, per tant, és coneguda en italià com Lo Stivale, amb Salento fent de tacó, Gargano l'esperó i Calàbria la punta. La major part de la península correspon a l'Estat d'Itàlia, llevat de dos petits Estats independents: San Marino i la Ciutat del Vaticà.

## Etimologia

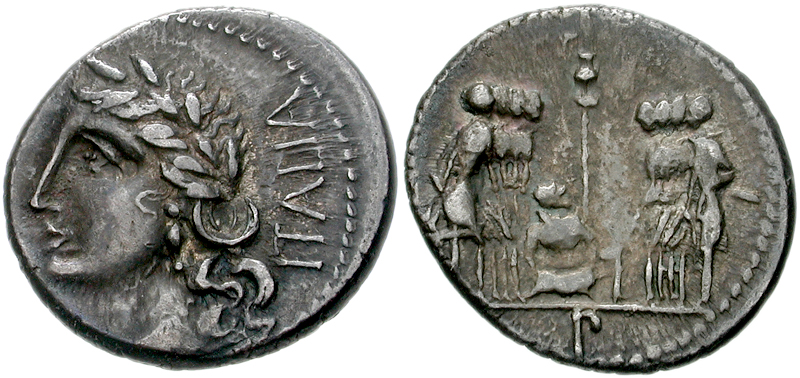
Moneda en plata del Segle I aC, encunyada a Corfinium (Corfinio) durant la Guerra social, exhibint la inscripció ITÀLIA, a la vora de la personificació d'Itàlia, representada com una deessa amb corona de llorer, símbol de saviesa.

El nom d'Itàlia es ve usant des d'antic, almenys des del Segle IX aC per designar a la gent del sud i del centre del que es coneix com a península itàlica, fent referència als pobles itàlics, parlants de les llengües itàliques.
Segons l'historiador grec Antíoc de Siracusa, la paraula "Itàlia" es referia al segle v aC a la zona sud de l'actual regió italiana de Calàbria, l'antiga Bruttium, habitada pels Itàlics. Amb el pas del temps, el nom es va estendre a tot el sud d’Itàlia per incloure finalment tota la península. Al segle ii aC, l'histògraf grec Polibi anomena "Itàlia" el territori entre l'estret de Messina i els Apenins del nord, tot i que Cató el Vell, el seu contemporani, estén el concepte territorial d'Itàlia als Alps.
També segons l'arqueòleg Pallottino el nom d'Itàlia derivaria del gentilici d'un dels pobles itàlics natius de la regió de Calàbria, els (v)itàlii, que agafen el nom del seu animal sagrat: el vedell (víteliú en Osc, vitulus en llatí i vitello en italià); i que va ser usat pels antics grecs com a terme general per designar als habitants de tota la península.
El nom d'Itàlia va ser usat també en monedes encunyades durant la Guerra social per la coalició dels socii (aliats) itàlics en lluita contra Roma i les altres ciutats itàliques amb la ciutadania romana per obtenir, al seu torn, la plena ciutadania romana. D'altra banda, també és possible que els itàlics prenguessin el seu nom d'un animal-tòtem, el vedell, que, en una llunyana primavera sagrada, els havia guiat fins als llocs en els quals es van assentar definitivament.
El terme es va consolidar de manera definitiva sobretot des que, la ciutat itàlica de Roma, a partir del Segle V aC, va unificar gradualment tota la península conquistant a la resta de pobles itàlics peninsulars, començant pels llatins i acabant amb els etruscs cap al nord i els brucis cap al sud, unificant així tot el territori peninsular sota un únic règim i donant-li nom d'Itàlia, la qual, des de llavors, constituirà el territori metropolità de la mateixa Roma. Posteriorment, el nord d'Itàlia (ExGàl·lia Cisalpina) va ser afegit al territori de la Itàlia romana durant el Segle I aC, portant així, de iure el nom d'Itàlia fins als peus dels Alps.

## Geografia física
Situada al centre del Mediterrani, entre les mars Tirrena i Adriàtica, limita al nord amb els Alps, a l'est el mar Adriátic la separa de la resta d'Europa i de la península balcànica, al sud el mar Jònic la separa de la illa de Sicília (l'estret de Messina amb prou feines fa 2,0 km) i a l'oest les aigües del mar Tirrè i del mar de Ligúria la separen de les illes de Còrsega i Sardenya.
Els límits geogràfics de la península itàlica no estan clars, acceptant-se unes vegades el curs del riu Po, unes altres una línia que uneix el golf de Gènova amb el golf de Venècia i unes altres la pròpia serralada dels Alps. En sentit estricte, excloent la part anomenada Padània i incloent només la part anomenada Apennina o Apennina Itàlia, la península comença des de l'istme que segueix la línia imaginària que va des de la desembocadura del riu Magra fins a la desembocadura del riu Marecchia, i s'estén per aproximadament 1000 km en direcció NW-SE. Les illes principals més properes (Sicília, Malta, Sardenya i Còrsega) no formen part de la península geogràficament definida. Travessada en gran part per la cadena dels Apenins, està vorejada per quatre març (Ligur, Tirrè, Jònic i Adriàtic). L'amplada màxima és de 254 km, corresponent a la línia que uneix el promontori d'Ancona i el de Piombino; entre Monte Argentario i Monte Conero l'amplada és tanmateix considerable: 240 km. L'amplada és mínima a l’istme de Catanzaro, a Calàbria: només 35 km. Aquest istme es troba entre el golf de Sant'Eufemia, al mar Tirrè, i el golf de Squillace, al mar Jònic. Tota la península, administrativament, pertany a Itàlia, encara que una minúscula part depèn dels micro-Estats de San Marino i Ciutat del Vaticà. Convencionalment, no formen part de la península els territoris continentals del nord d'Itàlia (com la zona dels Alps i la plana del Po), a més de les illes de Sicília i Sardenya. L'extensió mínima de la península Itàlica consisteix en l'espai al sud de la línia que conformen els rius Magra i el Rubicó, al nord dels Apenins toscans-emilians, que la separen de la Itàlia peninsular, que inclou la vall del Po i els vessants meridionals dels Alps.
Es caracteritza per la seva forma de «bota», per la qual cosa és anomenada en italià El stivale, «La bota». És una de les penínsules més grans d'Europa, estenent-se uns 1000 km de nord-oest a sud-est. Entre els seus accidents geogràfics més significatius, es troba la cadena muntanyenca dels Apenins, que s'estén al llarg de tota la península des del centre de la regió de Ligúria, on es troba amb els Alps. La península Itàlica té l'únic volcà actiu d'Europa continental, el Vesuvi. L'orografia de l'interior de la península és molt accidentada, creuada de nord a sud per la serralada Apenina. La seva muntanya més alta és el Corno Grande, situat en el massís del Gran Sasso, dins dels Monts Abruços en els Apenins centrals, mentre una de les seves muntanyes més conegudes, el Vesuvi, situat prop del golf de Nàpols, és un volcà actiu que ha mostrat activitat des de fa mil·lennis, amb algunes erupcions cèlebres com la que va afectar les ciutats de Pompeia, Estabia i Herculà, l'any 79 dC.

## Geografia politica
La península itàlica, amb el nom d'Itàlia, va ser durant segles bressol i zona central de la República i de l'Imperi Romà i, anteriorment, llar de la Magna Grècia, constituint una peça clau en la configuració de la cultura occidental. D'aquesta manera, el llegat arqueològic i cultural de tipus clàssic és notable en aquesta zona.
Políticament, la península italiana pròpiament dita (per tant, exclosa Itàlia insular) es divideix en diversos estats i dependències que figuren a la taula següent:
| Nome               | Població   | Extensió  | Capital              | Llengua oficial |
| ------------------ | ---------- | --------- | -------------------- | --------------- |
| República Italiana | 26.221.023 | 131.275   | Roma                 | italià          |
| San Marino         | 33.191     | 61,2      | Ciutat de San Marino | italià          |
| Ciutat del Vaticà  | 836        | 0,44      | Città del Vaticano   | italià, llatí   |
| Total              | 26255050   | 131336,64 |                      |                 |

## Clima
El clima de la península és principalment mediterrani.

## Formació
La conca del Tirrè és una conca postcollisional neogènica-quaternaria que va començar a obrir-se al tononià superior. Una imponent discontinuïtat, marcada per anomalies magnètiques separa el Tirrè septentrional del Tirrè meridional respectivament, al nord i al sud del paral·lel 41 o N. La zona sud del Tirrè, com a mínim en part al fons oceànic, es caracteritza per uns valors d’obertura molt alts (superiors a 5 cm/any), considerablement més grans que les de la zona del Tirrè septentrional (1,0 - 1,5 cm/any).
La serralada dels Apenins està dividida en dos grans arcs convexos cap al terreny, que entren en contacte amb una important discontinuïtat transversal coneguda com la línia Ortona-Roccamonfina. Al llarg de la riba Po-Adriàtic-Jònic de la cadena es desenvolupen estructures compressives que tenen la contrapart, entre el mar i la riba tirrènica de la península, estructures allargades aproximadament paral·lela als fronts de compressió. La regularitat d’aquesta distribució l'espai es complica amb la presència de trets tectònics transversals i el desenvolupament d'arcs d'ordre menor, amb rotacions diferencials entre els diferents segments de cadena.
La península era una serralada muntanyosa fa 5,3 milions d’anys, quan per l'enfonsament del fons marí de l'oceà atlàntic que va col·lapsar la carena que unia les serralades Bètica i Rif, que abracen les costes de l'actual península ibèrica i el Marroc, va quedar envoltada d'aigua amb la inundació del Zanclià.

## Llengües
Respecte al panorama lingüístic d'Itàlia, el seu estudi porta a conclusions similars. Les comunitats dels lígurs són les predominants a la Itàlia primitiva, així com els pobles itàlics —i especialment els itàlics pertanyents al subgrup llatí-falisco— constitueixen el nucli que, a través del llatí, s'imposaria en època històrica per mitjà de l'expansió romana. Queda de moment al marge el poble etrusc, que, amb una implantació problemàtica i un evident protagonisme a mitjan I mil·lenni a. C., resulta per fi també absorbit en el procés d'expansió romana. En l'actualitat, la llengua més estesa i parlada en tota la península itàlica és l'italià, sent l'idioma oficial d'Itàlia, la Ciutat del Vaticà i San Marino. Així mateix, es parlen altres dialectes i idiomes, com ara el grecocalabrés en l'extrem sud de la península.